# Sturmgeschütz-Abteilung 908
De Sturmgeschütz-Abteilung 908 was tijdens de Tweede Wereldoorlog een Duitse Sturmgeschütz-eenheid van de Wehrmacht ter grootte van een afdeling, uitgerust met gemechaniseerd geschut. Deze eenheid was een zogenaamde Heerestruppe, d.w.z. niet direct toegewezen aan een divisie, maar ressorterend onder een hoger commando, zoals een legerkorps of leger.

## Geschiedenis
Sturmgeschütz-Abteilung 908 werd opgericht in Jüterbog op 10 januari 1943. Maar nadat slechts de 1e Batterij was opgesteld, werd de Abteilung op 21 januari 1943 al weer opgeheven. Het personeel ging naar Sturmgeschütz-Abteilung 184.

## Samenstelling
- 1e Batterij

## Commandanten
Geen bekend